# Oxydéméton-méthyle
L'odéméton-méthyle est un racémique de deux sulfoxydes et esters d'acide thiophosphorique isomères l'un de l'autre. Il s'agit d'une substance toxique dangereuse pour l'environnement. Il agit comme anticholinestérase et a été utilisé comme acaricide et insecticide systémique distribué par Bayer AG dans les années 1960. Il est aujourd'hui interdit dans l'Union européenne et en Suisse.
Il est utilisé contre les tétranyques, les pucerons, les symphytes (mouches à scie), les psylles et autres insectes parasitiques.